# António Granjo
António Joaquim Granjo OA (Chaves, 27 de dezembro de 1881 – Lisboa, 19 de outubro de 1921) foi um advogado e político português. Era filho de Domingos Pires Granjo e de Maria Joaquina Rodrigues, ambos naturais de Carção, em Vimioso — Bragança, mas residentes em Chaves. Casa em 8 de Outubro de 1906, em Santo Estevão — Chaves, com Cândida dos Anjos Lamelas (nascida em Chaves, em 1879).

## Biografia
Republicano na sua juventude, foi membro da Assembleia Nacional Constituinte, eleito a 28 de Maio de 1911. Lutou durante a participação portuguesa na Primeira Guerra Mundial, e escreveu um livro sobre as suas experiências.
Colaborou em A republica portugueza (1910-1911).
Foi iniciado na Maçonaria, no triângulo 187, de Santa Marta de Penaguião, com o nome simbólico de Buffon. Pertenceu também à Loja Cavalheiros da Paz e Concórdia, em Lisboa. Manteve ligações a esta sociedade até ao final da sua vida, quando pertencendo à Loja Liberdade e Justiça, n.º 373, de Lisboa, foi alertado por uma prancha datada de 15 de Outubro de 1921 (Rocha Martins, ob. cit.).
Depois do assassinato do presidente Sidónio Pais, António Granjo insurgiu-se contra a Monarquia do Norte em 1919 e a tentativa de instauração de um regime monárquico. Foi presidente da câmara municipal de Chaves de Fevereiro a Julho de 1919.
Eleito no mesmo ano para a Câmara dos Deputados, pelo Partido Republicano Evolucionista e, mais tarde, fundador do movimento sucessor, o Partido Liberal Republicano.
Alferes, a 24 de Junho de 1919 foi feito Oficial da Ordem Militar de São Bento de Avis. O seu irmão, o Tenente Manuel António Granjo, foi feito Cavaleiro da Ordem Militar de Avis a 5 de Outubro de 1928.
Ministro da Justiça durante o governo do coligação de Domingos Pereira, serviu o país como presidente do Ministério (atual primeiro-ministro) por dois breves mandatos, de 19 de Julho a 20 de Novembro de 1920, num governo liberal, e novamente, para substituir Tomé de Barros Queirós, de 30 de Agosto a 19 de Outubro de 1921.

### Assassinato

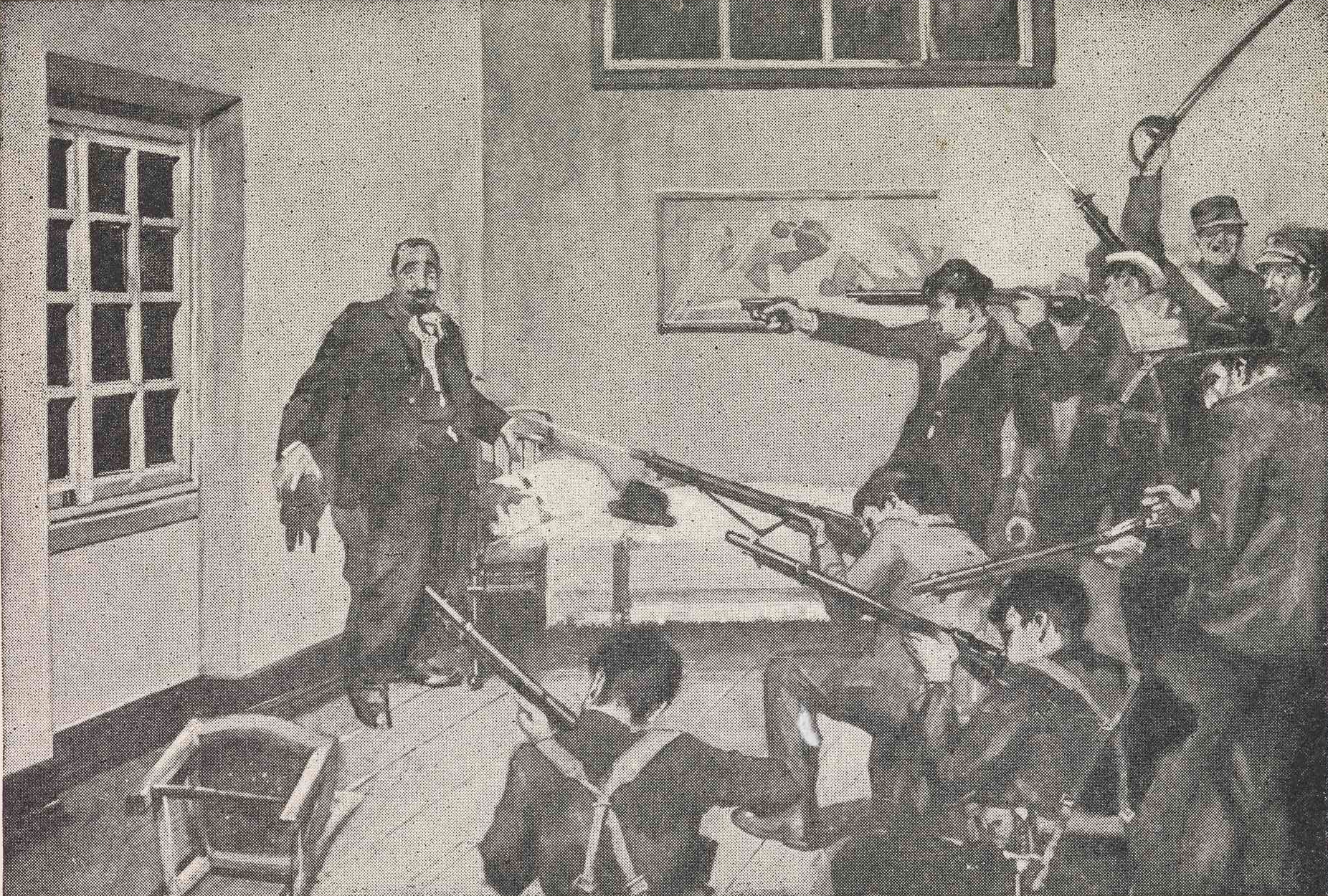
O assassinato de António Granjo.

António Granjo foi cruelmente assassinado na noite de 19 para 20 de Outubro de 1921, conhecida por "Noite Sangrenta", na sequência da revolução de cariz radical iniciada a dia 19, que o levou a pedir a demissão do cargo de presidente do Ministério que então desempenhava.
Os seus assassinos foram marinheiros e soldados da GNR integrantes do movimento revolucionário em curso comandados pelo cabo Abel Olímpio, o Dente de Ouro. António Granjo foi levado de casa de Francisco Cunha Leal, afecto ao Partido Democrático, onde tinha tentado obter protecção, e levado para o Arsenal da Marinha. À sua chegada foi ferido com dois tiros no pescoço, tendo sido tratado na enfermaria e recolhido a um quarto. Um grupo de revolucionários entrou no quarto onde se encontrava gravemente ferido crivando-o de balas. Depois disso um corneteiro da GNR ainda lhe cravou um sabre no ventre.
Na sequência desta revolução vale recordar que na "Noite Sangrenta" foram também assassinados outros republicanos do 5 de Outubro, entre os quais os revolucionários Machado Santos e José Carlos da Maia. Em comum entre todos os assassinados o terem sido opositores da corrente radical que dominou a Primeira República Portuguesa, com a excepção de poucos e breves interregnos.